# Всесвітній день води
Всесвітній (міжнародний) день водних ресурсів  (англ. World Water Day) — міжнародний день ООН, запроваджений Генеральною Асамблеєю в 1993 році (резолюція № А/RES/47/193 «Проведення Міжнародного дня водних ресурсів»).
Резолюцією відзначено, що враховуючи важливість водних ресурсів у розвитку економічної діяльності та соціального добробуту, яке не отримує широкого усвідомлення, 22 березня щороку оголошується Міжнародним днем води, який починає відзначатися з 1993 року.
Також резолюцією рекомендовано державам цього дня проводити заходи, присвячені підвищенню інформованості громадськості стосовно важливості збереження та освоєння водних ресурсів. Щороку, ці заходи здійснюються шляхом публікації і поширення агітаційної інформації, організації конференцій, круглих столів, семінарів і виставок.

Кругообіг води в природі

Метою проведення заходів, присвячених цій даті, є привернення уваги до проблем якості питної води, необхідності охорони водних ресурсів та їх раціонального використання.
У 2000 році ООН прийняла Декларацію тисячоліття. Розроблена спеціальна Програма дій на ХХІ століття, метою якої є забезпечення кожного мешканця нашої планети чистою питною водою.

## Щорічні гасла та теми Міжнародного дня води
Починаючи з 2000 року кожний Міжнародний день води присвячується певній темі. В попередні роки відзначення Дня води проходило під гаслами.
- 1994 — «Турбота про наші водних ресурси є справою кожного»
- 1995 — «Вода і жінки»
- 1996 — «Вода для спраглих міст»
- 1997 — «Чи достатньо води у світі?»
- 1998 — «Ґрунтові води — невидимий ресурс»
- 1999 — «Всі ми живемо вниз за течією»
- 2000 — «Водні ресурси для XXI століття»
- 2001 — «Вода для здоров'я»
- 2002 — «Вода для розвитку»
- 2003 — «Вода для майбутнього»
- 2004 — «Вода і стихійні лиха»
- 2005 — «Вода для життя»
- 2006 — «Вода і культура»
- 2007 — «Вирішення проблеми дефіциту води»
- 2008 — «Вода і санітарія»
- 2009 — «Вода: спільні можливості»
- 2010 — «Чиста вода для здоров'я світу»
- 2011 — «Вода для міст»
- 2012 — «Вода і безпека харчування»
- 2013 — «Співпраця: основи глобальних водних цілей»
- 2014 — «Вода та енергія»
- 2015 — «Вода та сталий розвиток»
- 2016 — «Вода та працевлаштування (робота)»
- 2017 — «Чому стічні води?»
- 2018 — «Природа для води»
- 2019 — «Нікого не залишивши позаду (Права людини і біженці)»
- 2020 — «Вода і зміни клімату»
- 2021 — «Цінність води»
- 2022 — «Підземні води: зробити невидиме видимим»
- 2023 — "Прискорення змін"
- 2024 — "Вода заради миру"
- 2025 — «Вода для майбутнього: управління, збереження, інновації»

## Галерея

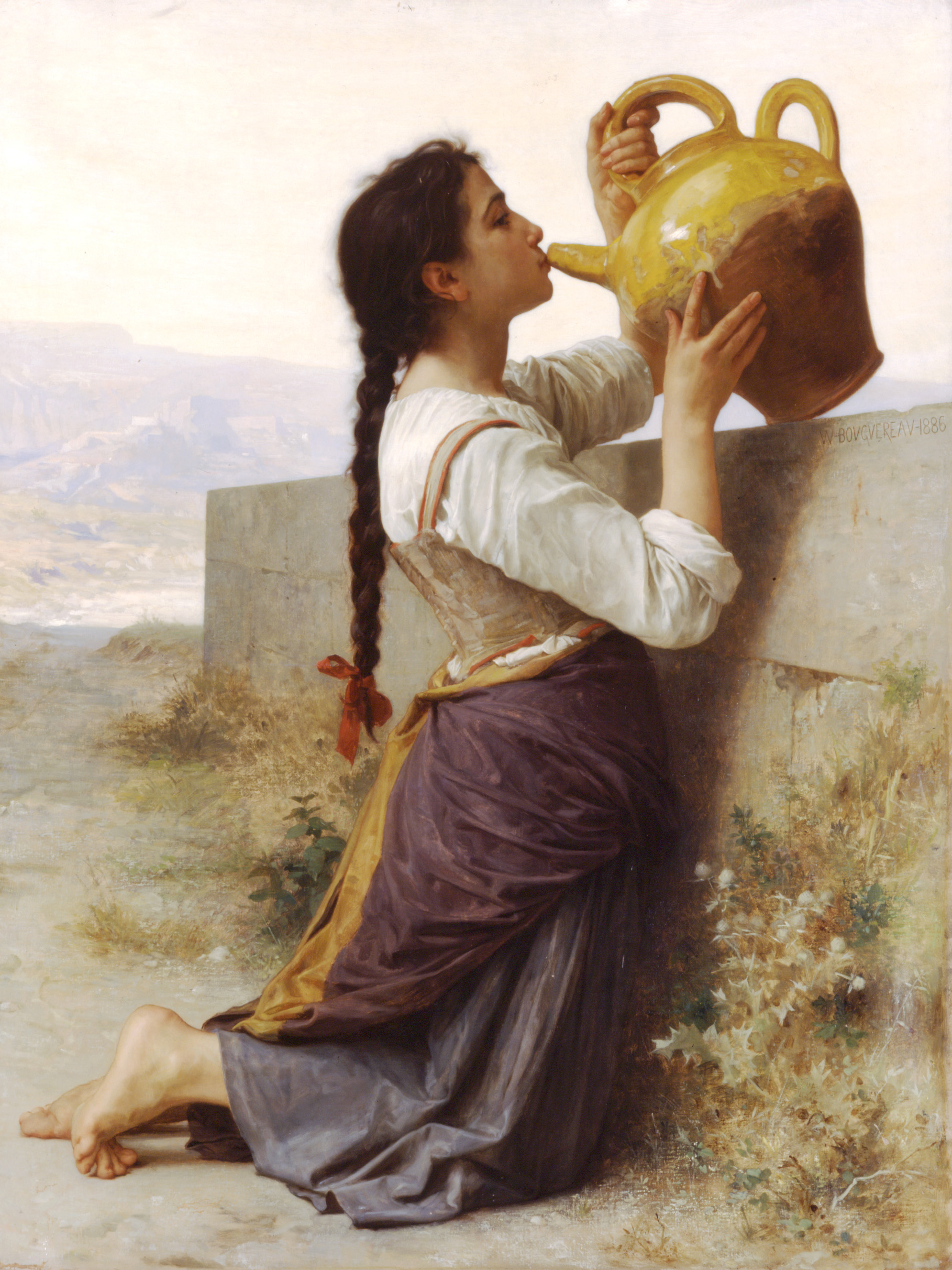
А.В. Бугро: "Спрага" (1886)
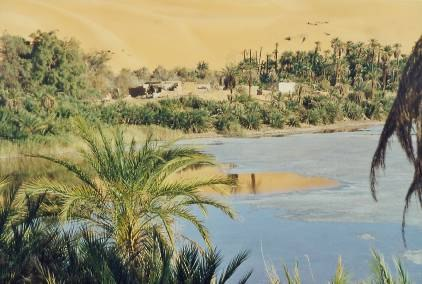
Оаза в лівійській частині Сахари
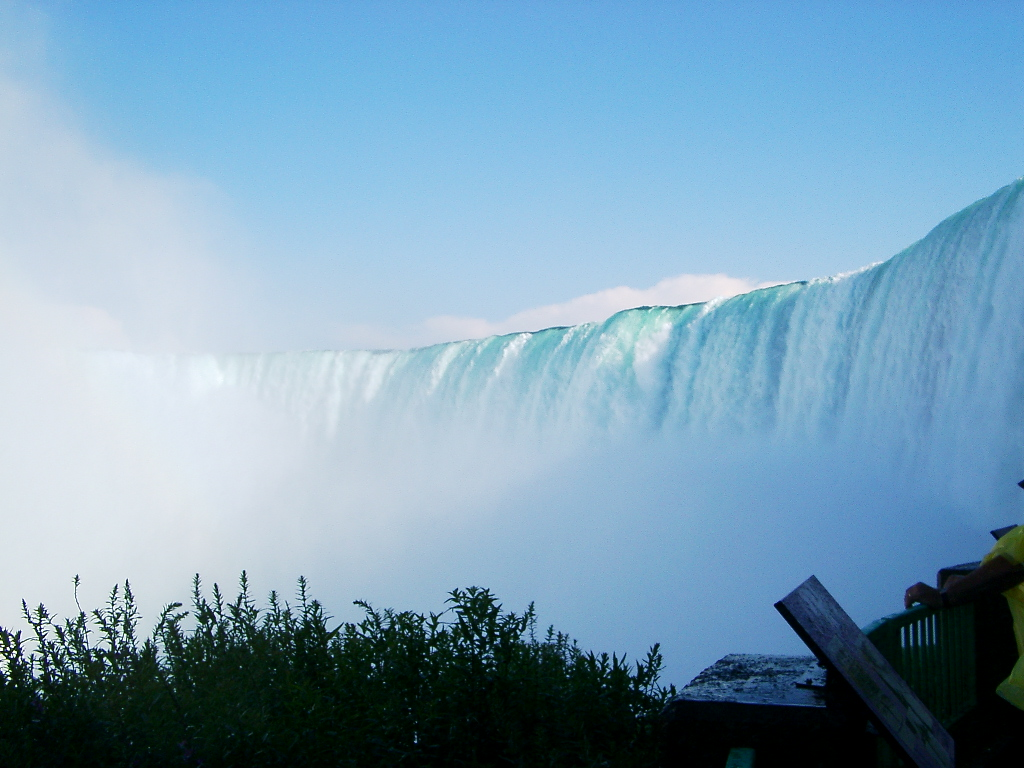
Ніагарський водоспад, США
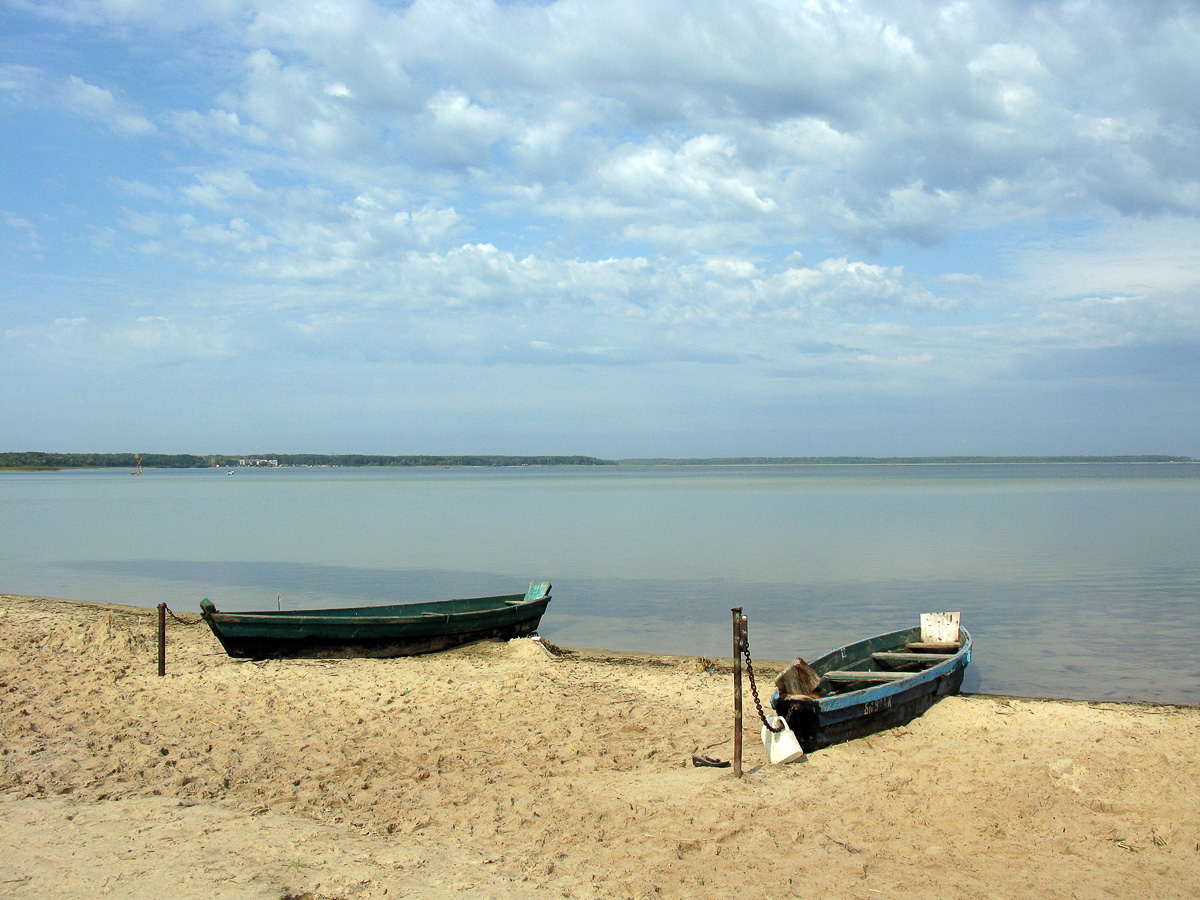
Озеро Світязь на Волині
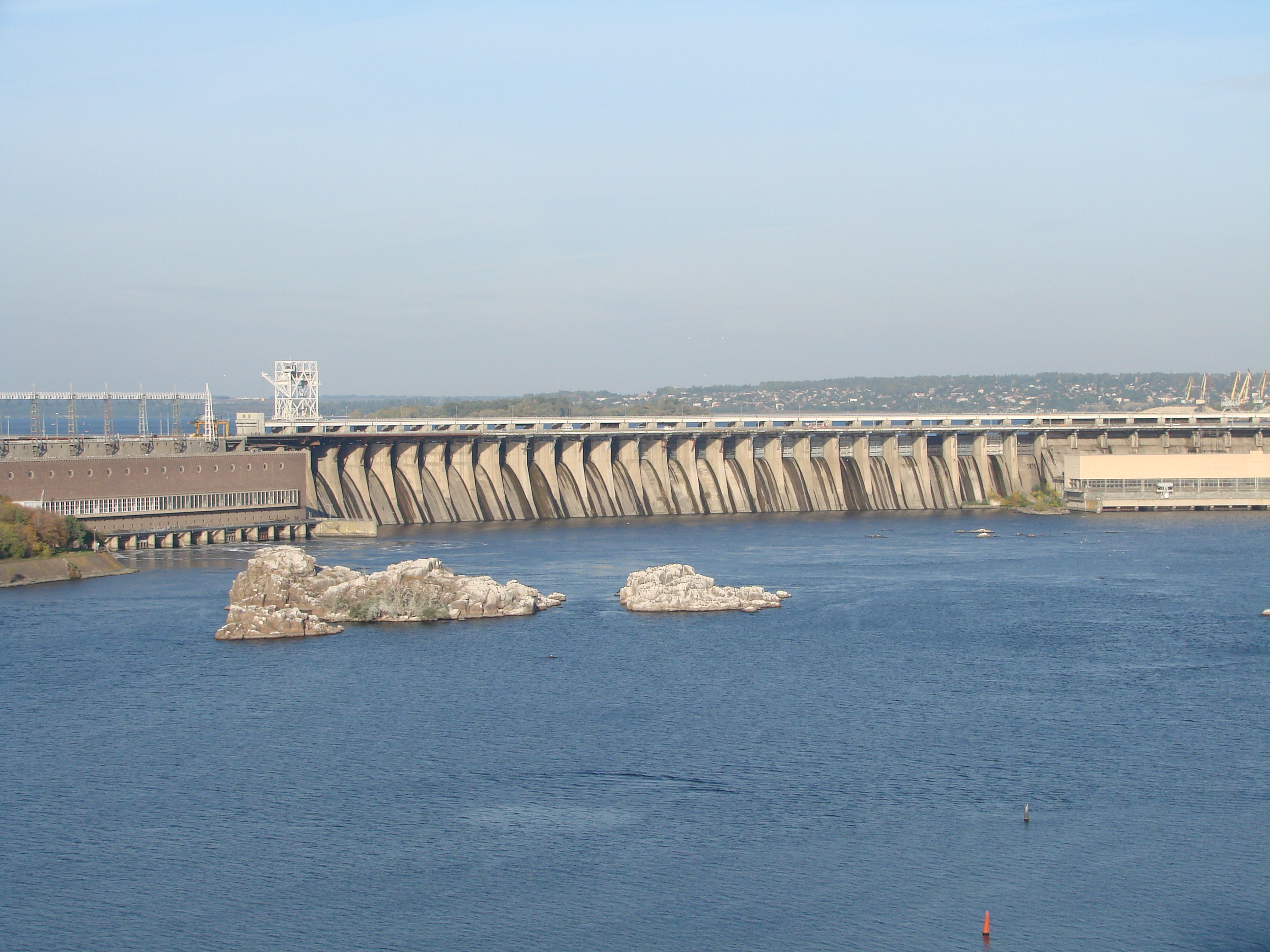
Дніпровська ГЕС, Запоріжжя
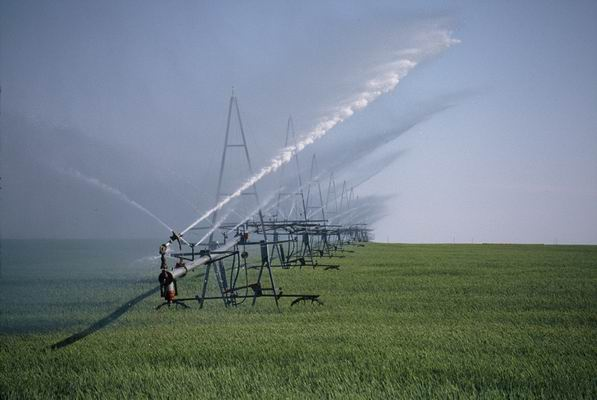
Зрошення полів
Втрати питної води з крану
Гідрологи досліджують р. Рось
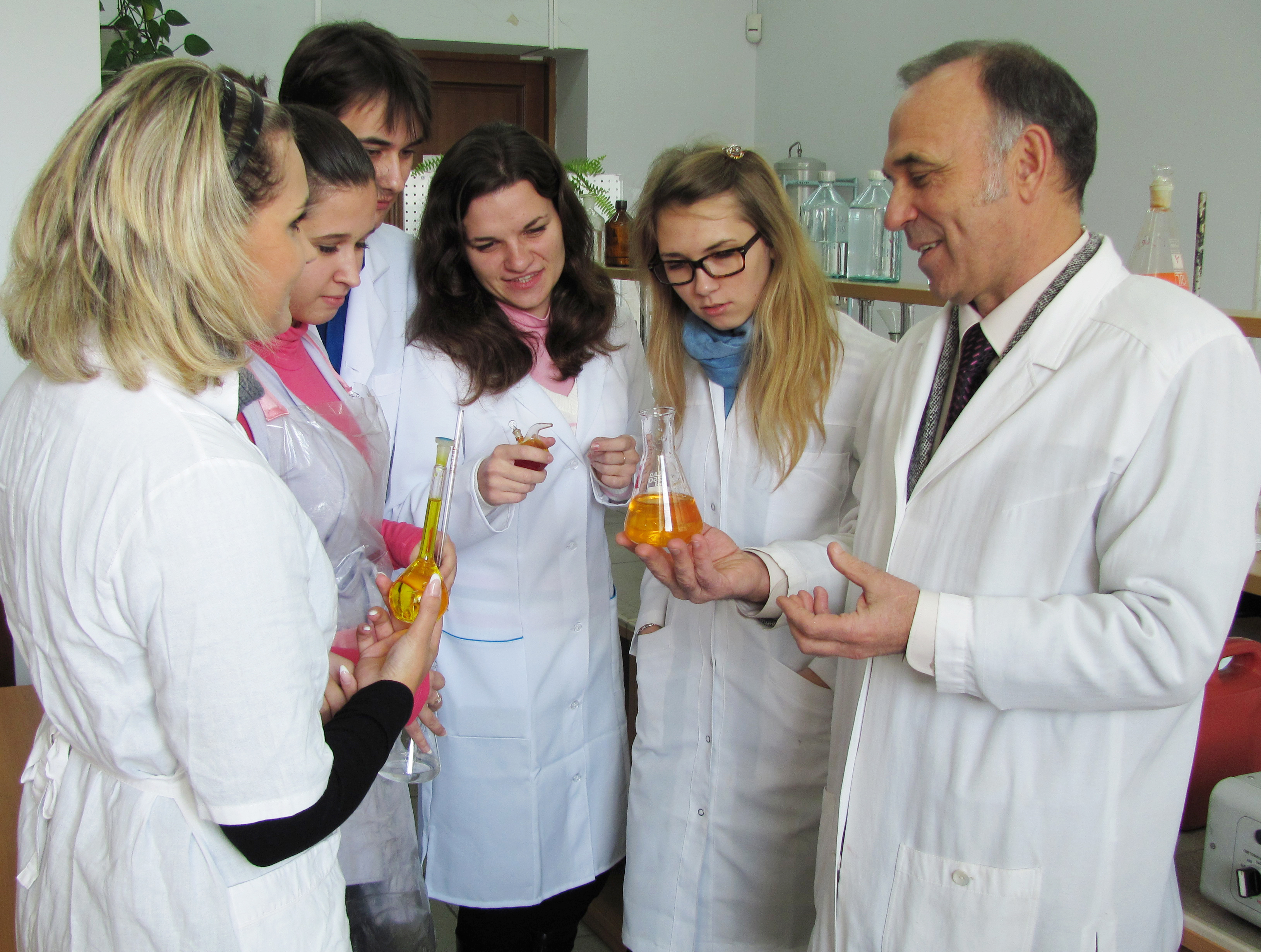
Дослідження якості води в КНУ ім. Т. Шевченка